# Kozma György (pap)
Kozma György (Budapest, 1939. október 27. - Innsbruck, 1990. december 14.) pap, cserkészvezető.

## Élete
A budapesti piarista gimnáziumban érettségizett, majd az esztergomi szemináriumban és a Központi Papnevelő Intézetben tanult. 1963. június 16-án Esztergomban pappá szentelték. 1964-ben Nógrádmegyeren, 1971-ben Érsekvadkerten, 1973-ban Budapesten a Szent Imre plébánián volt káplán. 1975-ben kénytelen volt Ausztriába menekülni. 1978-ban az Innsbrucki Egyetemen egyházszociológiából doktorált.
1978. októberében Kanadában a jezsuita rendbe lépett, majd tömegtájékoztatási oklevelet szerzett a Montreali Egyetemen, majd Torontóban lett magyar lelkész. 1982-től a Vatikáni Rádió magyar adása, 1984-1988 között az Opus Mystici Corporis bécsi magyar katolikus könyvkiadó munkatársa volt. 1989. áprilisától a müncheni Magyar Katolikus Misszió ifjúsági lelkésze, majd az Életünk katolikus havilap szerkesztőségi tagja. Bécsben és Münchenben volt cserkészvezető.
Az innsbrucki Egyetemi Klinika szívsebészeti osztályán halt meg.

## Emlékezete
- 79. sz. Dr. Kozma György SJ Cserkészcsapat

## Művei
- 1979 Das Kirchenbild der ungarischen Bischöfe im Spiegel der bischöflichen Rundschreiben. Wien. (angolul 1980)
- 1982 Úti misekv. Missale parvum. Róma
- 1987 Kézikönyv világi lelkipásztori kisegítők számára. Bécs.